# USS New York City (SSN-696)
| USS New York City (SSN-696) | USS New York City (SSN-696)      | USS New York City (SSN-696)      |
| --------------------------- | -------------------------------- | -------------------------------- |
| «Нью-Йорк»                  |                                  |                                  |
|                             |                                  |                                  |
|                             |                                  |                                  |
| Спуск на воду               | 18 червня 1977 року              | 18 червня 1977 року              |
| Сучасний статус             | В утилізації                     | В утилізації                     |
| Проєкт                      |                                  |                                  |
| Головний конструктор        | General Dynamics Corporation     | General Dynamics Corporation     |
| Класифікація НАТО           | Los Angeles I                    | Los Angeles I                    |
| Основні характеристики      |                                  |                                  |
| Швидкість (надводна)        | 15 вузлів                        | 15 вузлів                        |
| Швидкість (підводна)        | 32 вузла                         | 32 вузла                         |
| Робоча глибина занурення    | 290 метрів                       | 290 метрів                       |
| Гранична глибина занурення  | 450 метрів                       | 450 метрів                       |
| Екіпаж                      | 110 (12 офіцерів)                | 110 (12 офіцерів)                |
| Розміри                     |                                  |                                  |
| Довжина найбільша (по КВЛ)  | 110,3 метра                      | 110,3 метра                      |
| Ширина корпусу найб.        | 10 метрів                        | 10 метрів                        |
| Середня осадка (по КВЛ)     | 9,7 метрів                       | 9,7 метрів                       |
| Водотоннажність надводна    | 5731 тонн                        | 5731 тонн                        |
| Озброєння                   |                                  |                                  |
| Торпедно- мінне озброєння   | 4 × 21 (533 мм) торпедні апарати | 4 × 21 (533 мм) торпедні апарати |

«Нью-Йорк» (англ. USS New York City (SSN-696)) — багатоцільовий атомний підводний човен, є 9-тим в серії з 62 підводних човнів типу «Лос-Анжелес», побудованих для ВМС США. Він став першим кораблем ВМС США, який отримав назву на честь найбільшого міста у США Нью-Йорк, штат Нью-Йорк. Призначений для боротьби з підводними човнами і надводними кораблями противника, а також для ведення розвідувальних дій, спеціальних операцій, перекидання спецпідрозділів, нанесення ударів, мінування, пошуково-рятувальних операцій.

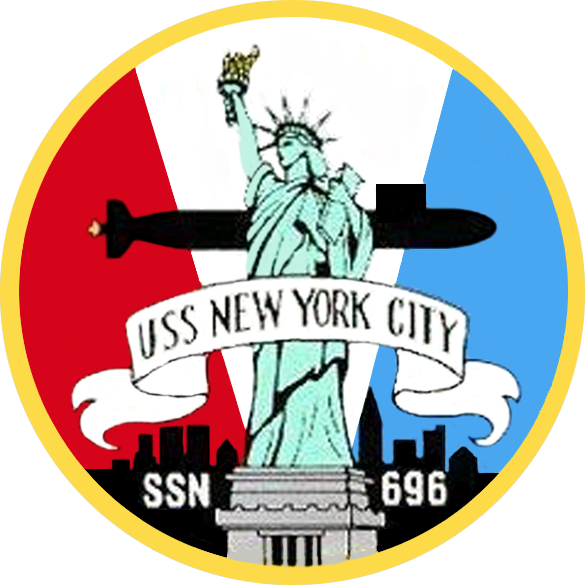
Емблема човна

Атомний підводний човен USS New York City (SSN-696) був побудований на верфі компанії General Dynamics Electric Boat в місті Гротон, штат Коннектикут, відповідно до контракту від 24 січня 1972 року. Церемонія закладання кіля відбулася 15 грудня 1973 року. Спуск на воду відбувся 18 червня 1977 року. Хрещеною матір'ю стала Рейчел Лайн Шлезінгер, дружина колишнього міністра оборони Джеймса Шлезінгера. Зданий в експлуатацію 3 березня 1979 року. Порт приписки Перл-Харбор.
30 квітня 1997 році лише після 18 років служби підводний човен було виведено з експлуатації та вилучено з реєстру морських суден. Це заощадило ВМС США витрати на відновлення реакторного палива, а також заощадило експлуатаційні витрати. Скорочення флоту, яке йшло паралельно із виведенням з експлуатації старих суден, було спричинене геополітичними змінами, а саме закінченням холодної війни.